# Cerro Pajonal
Cerro Pajonal är ett berg i Argentina.   Det ligger i provinsen Catamarca, i den norra delen av landet, 1 400 km nordväst om huvudstaden Buenos Aires. Toppen på Cerro Pajonal är 5 500 meter över havet.
Terrängen runt Cerro Pajonal är huvudsakligen kuperad, men söderut är den bergig. Trakten runt Cerro Pajonal är nära nog obefolkad, med mindre än två invånare per kvadratkilometer.. Det finns inga samhällen i närheten. 
Trakten runt Cerro Pajonal är ofruktbar med lite eller ingen växtlighet.